# Agence nationale d'inclusion économique et sociale
L'Agence nationale d'inclusion économique et social, en abrégé ANIES, est un établissement public guinéen, à vocation économique.
L'agence créée le 20 mai 2019 est dirigée par Sanaba Kaba depuis sa fondation. Son siège se trouve à Conakry, .